# Campeonato Sudamericano de Baloncesto de 1930
El Campeonato Sudamericano de Baloncesto de 1930, corresponde a la primera edición del Campeonato Sudamericano de Baloncesto, fue el primer gran campeonato continental de baloncesto y la primera competición reconocida por la FIBA, que había sido fundada dos años antes. La sede fue Montevideo, Uruguay y ganó el campeonato el equipo local, la Selección de baloncesto de Uruguay.

## Posiciones finales
1. Uruguay
2. Argentina
3. Brasil
4. Chile

## Resultados
Cada equipo enfrentó dos veces a cada rival, alcanzando seis partidos jugados por selección.
| Posición | Equipo    | G | P | PF  | PC  | Dif  |
| -------- | --------- | - | - | --- | --- | ---- |
| 1        | Uruguay   | 6 | 0 | 225 | 88  | +137 |
| 2        | Argentina | 4 | 2 | 151 | 128 | +23  |
| 3        | Brasil    | 2 | 4 | 89  | 148 | -59  |
| 4        | Chile     | 0 | 6 | 92  | 193 | -101 |

| Uruguay   | 26 - 19 | Argentina |
| Uruguay   | 33 - 11 | Brasil    |
| Uruguay   | 45 - 14 | Chile     |
| Argentina | 16 - 36 | Uruguay   |
| Brasil    | 15 - 39 | Uruguay   |
| Chile     | 13 - 46 | Uruguay   |
| Argentina | 33 - 18 | Chile     |
| Argentina | 18 - 11 | Brasil    |
| Chile     | 20 - 34 | Argentina |
| Brasil    | 17 - 31 | Argentina |
| Brasil    | 19 - 13 | Chile     |
| Chile     | 14 - 16 | Brasil    |

| Uruguay         |
| Campeón Uruguay |
| Primer título   |